# Kateřina Chroboková
Kateřina Chroboková (* 13. dubna 1977 Havířov) je česká varhanice a cembalistka, která vystupuje také pod svým uměleckým jménem Katta.

## Studium
V letech 1991–1997 absolvovala hru na varhany na Janáčkově konzervatoři v Ostravě u Martiny Zelové, tentýž obor vystudovala následně v letech 1997–2002 na Hudební fakultě Janáčkovy akademii múzických umění v Brně u Kamily Klugarové. Na téže fakultě také vystudovala v letech 2003–2008 hru na cembalo u Barbary Marie Willi.
- 1999 – 2001 – Master Degree, obor hra na varhany na Vysoké škole v nizozemském Utrechtu u prof. Jana Raase
- 2003 – studia u prof. Reitze Smitse v belgickém Leuvenu (varhany)

V současné době[kdy?] studium cembala a generálbasu (basso continuo) u prof. Jespera Christensena na basilejské Schole cantorum.
Aktivní účast na řadě mezinárodních mistrovských varhanních i cembalových kurzů ve Švýcarsku, Velké Británii, Německu a Nizozemsku u řady pedagogů a interpretů: Jesper Christensen, Lars Ulrich Mortensen, Jean Guillou, Ludger Lohmann, Lorenzo Ghielmi, Jon Laukvik ad.

## Koncertní činnost
Svou mezinárodní kariéru zahájila vítězstvím na Oundle International Organ Festival v Anglii 1999. Součástí tohoto ocenění bylo pět recitálů na mezinárodních varhanních festivalech ve Warwicku, Coventry, St. Albans, Cambridgi a ve slavné St. Pauls Cathedral v Londýně. Od té doby koncertovala v řadě zemí Evropy i v zámoří. Vystoupila mj. na festivalech v Anglii, Belgii, Česku, Nizozemsku, Litvě, Lucembursku, Německu, Polsku, Portugalsku a Mexiku.
V lednu 2007 spolupracovala s belgickým dirigentem Jos van Immerseelem se souborem Anima Eterna, se kterým provedla jako sólistka Koncert pro cembalo a malý ensemble od Bohuslava Martinů na festivalech v Bruselu a Bruggách. Spolupracovala také se Symfonickým orchestrem Českého rozhlasu, Moravskou filharmonií Olomouc a Janáčkovým komorním orchestrem. V oblasti soudobé hudby vystupovala na řadě festivalů a účastnila se mnohých projektů mj. se souborem Nieuw Trombone Collectief, několik soudobých skladeb uvedla ve světové premiéře. Mexický skladatel Juan Felipe Waller jí věnoval skladbu Chemicangelo, která měla v jejím podání světovou premiéru na festivalu „Voor de Wind“ v nizozemském Utrechtu. V březnu 2007 premiérovala na Expozici nové hudby v Brně spolu s cembalistkou Barbarou M. Willi a perkusionistou Tomášem Ondrůškem skladbu pro dvě cembala a bicí, kterou jí věnoval Petr Cígler.
Od roku 2004 vyučuje na Janáčkově konzervatoři v Ostravě. Vedle toho byla přizvána jako lektorka ke spolupráci na mezinárodních kurzech pro varhaníky Oundle International Festival for Organists v Anglii a na University of Glasgow ve Skotsku.
V říjnu 2007 natočila v Belgii své první profilové CD, které vyšlo na jaře 2008.
Jako harpsichordistka se podílela na albu Savage Sinusoid francouzského experimentálně metalového / breakcoreového umělce Igorrra, vydaného v roce 2017.